# Adèle d'Osmond
Adèle d'Osmond (Palácio de Versalhes, 10 de fevereiro de 1781 — Paris, 10 de maio de 1866) foi uma aristocrata e escritora francesa.